# (29981) 1999 TD10
(29981) 1999 TD10 — астероид, который 3 октября 1999 года открыли астрономы обсерватории Kitt Peak Скотти (J. V. Scotti), Ларсен (J. A. Larsen), Мэй (B. May) и Мэггз (D. Maggs J.A.).

## Характеристики орбиты
В перигелии (29981) 1999 TD10 находится на расстоянии 12,27 а. е. от Солнца (между орбитами Сатурна и Урана). Большая полуось орбиты — 101,38 а. е., а орбита этого астероида очень вытянутая, её эксцентриситет e = 0,8750718. Афелий — 190 а. е (в два раза дальше, чем у Эриды). Оборот вокруг Солнца (29981) 1999 TD10 делает примерно за 1021 год. Наклонение орбиты (i) составляет 5,95809°.

## Физические характеристики
Диаметр астероида — 110 км (или 81 км, при альбедо=0,08).
Абсолютная магнитуда — 8.4.

## Классификация
При открытии объект отнесли к группе кентавров, однако первые же измерения показали, что афелий его орбиты больше 25 а. е. Неопределённость с орбитой вызвала затруднения у специалистов Центра малых планет, поэтому (29981) 1999 TD10 внесён и в списки кентавров, и в списки объектов рассеянного диска (как и 2006 SQ372).